# 鉄窓花
鉄窓花（てっそうか、ティエチュアンフア、繁体字中国語: 鐵窗花）とは、台湾文化の1つで、鉄や鋼・銅などの金属で作られた装飾性の高い窓のことを指す。「鐵花窗」とも漢字表記されている。
その模様は非常に多様で、中華風・西洋風・和風・現代風の4つのスタイルに分類されるが、これらを融合させたデザインもよく見られている。20世紀には、台湾の民家や古民家・宗教建築で広く愛用されており、非常に盛んでいた。しかし、21世紀初頭には他の技術の発展により、その人気が一時的に衰退した。2010年代に入ると、台湾の古き良き文化を復興するブームが起こり、鉄窓花も順調に復活を遂げいた。現代建築に頻繁に取り入れられているだけでなく、その模様が商品の外装にも取り入れられ、台湾の特徴を活かしたお土産やグッズとして販売されている。

## 呼称
鉄窓花の
- 「鉄」とは単に「鉄」を意味するだけでは無く、台湾国語ではほかの金属も含めて「鉄」という漢字で一括することができる。また、本場の台湾では繁体字、つまり旧字体の「鐵」という漢字表記が使用される。
- 「窓」とは日本語と同様に、そのまま「窓」を意味する。ただし、台湾では「窗」という漢字表記が使用される。
- 「花」とは「花紋」の略称であり、「花紋」は台湾国語では「華紋」とも書かれ、「自然界や宗教に関連する模様・柄・パターン・デザイン」のことを指す。

## 概要
鉄窓花の創作自由度は非常に高く、その模様は通常、依頼者の趣味や既存のデザイン図に基づいて作成されている。多くの場合には、自然や宗教に関連するデザインが用いられている。日本のように「日本建築や和服には和風の柄、西洋建築や洋服には洋風のパターンを使うのが相応しい」や「四季折々によって模様を選ぶ」という考え方自体は、台湾には存在しない。台湾では、昔の中華風の建築にも普通に西洋風や現代風の鉄窓花が使われる一方、現代的なコンクリート建築にも伝統的な中華風や和風の鉄窓花が用いられることがある。
模様には、単純な水平線と垂直線の交差で構成されるものもあるが、より高度なデザインでは、美しい装飾性を持つ花草紋・捲雲紋・幾何学模様・山水模様などが用いられる。ほとんどの鉄窓花は「S字型」を基調としており、ほかの模様がこの「S」の部分を装飾、補完、または拡張する形で組み合わされている。このような多様な組み合わせ方法により、台湾の鉄窓花は何千種類ものデザインを生み出すことができる。台湾では中華風の建築では「山水模様」と「幾何学模様」が最も一般的であり、現代建築や日本統治時代の建築にはシンプルの模様を用いる。意匠の例を挙げると、S字型を中央に配置することで、山嵐や雲霧を表現できることがあり、山坡の下には河川のイメージを描くこともよくある。
シンプルなデザインの鉄窓花のほうが労力や材料費を節約できるが、お金に困ることがほとんどない宗教施設では、より豪華で複雑な鉄窓花を採用することは一般的である。

## 製作方法
鉄窓花はどの金属でも作ることができるが、台湾では基本的に「炭素鋼」という素材が用いられている。その理由は、炭素鋼が柔らかく、塑性に優れているため、鉄職人が自由に曲げたり鍛えたりすることができ、鉄窓花を低コストで量産できる。
- 鉄窓花を生産する過程は以下の通り：

1. 裁切
2. 間隔の仕切り
3. 穴あけ
4. 曲げ加工
5. リベット（接続）
6. 組み立て

初期段階では、溶接工具が不足していたため、リベットと曲げ加工を組み合わせて接続することが一般的でした。このため、技術の要求が高く、3人ほどの協力が必要な作業もある。さらに、鉄条の端を磨き、細くして髪の毛や細い線のような模様を表現する技術もある。組み立て後には、依頼者の要望に応じて異なる色の塗料を塗るか、塩水に浸して錆加工を施し、古風な風合いを出すこともある。

## 歴史

### 日本統治時代
鉄窓花は1920年代に西洋の現代建築とともに台湾に伝わった。当初は防犯機能が求められたため、鉄窗花が広まった。その後、台湾独自のデザインが発展し、中国西洋の要素を融合した、独自の美学を持つものとして「鉄窗花」と呼ばれた。1930年代には「獅頭山勸化堂」に設置された「劉海戲金蟾」という鉄窓花が高く評価され、美術や建築分野の学者たちの間で称賛を受けるほどの芸術性を持った。

### 中華民国統治時代

#### 20世紀中期の全盛期
この時期は台湾の経済成長期であり、鉄窓花は防犯と美観を兼ね備えた住宅装飾として広まった。製作費用が低く、鉄の重量による料金体系であり、広く普及した。たとえば、雲林県土庫鎮の1960年代の建築立面に鉄窓花が用いられ、鉄職人「林鈴通」の工房で製作されたものが主流であった。この時期には建築需要の増加により、手作業による鉄窓花はシンプルなデザインにシフトし、ステンレス窓やアルミ窓が普及し始めた。ステンレスは強度が高いため、職人は手作業ではなく機械で製作するようになり、従来の手作業による鉄花窓は需要が減少した。

#### 2010年代以降の復興

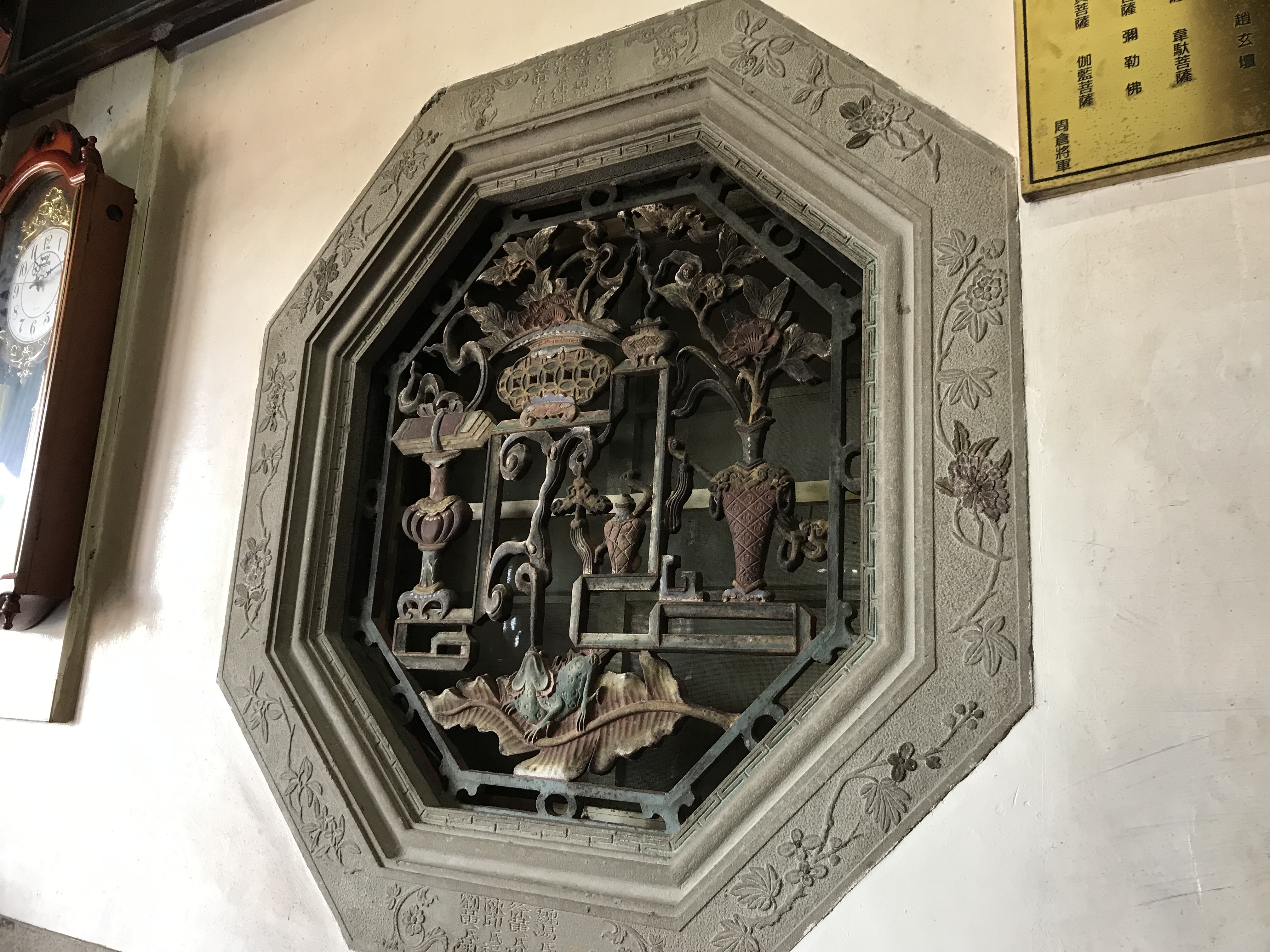
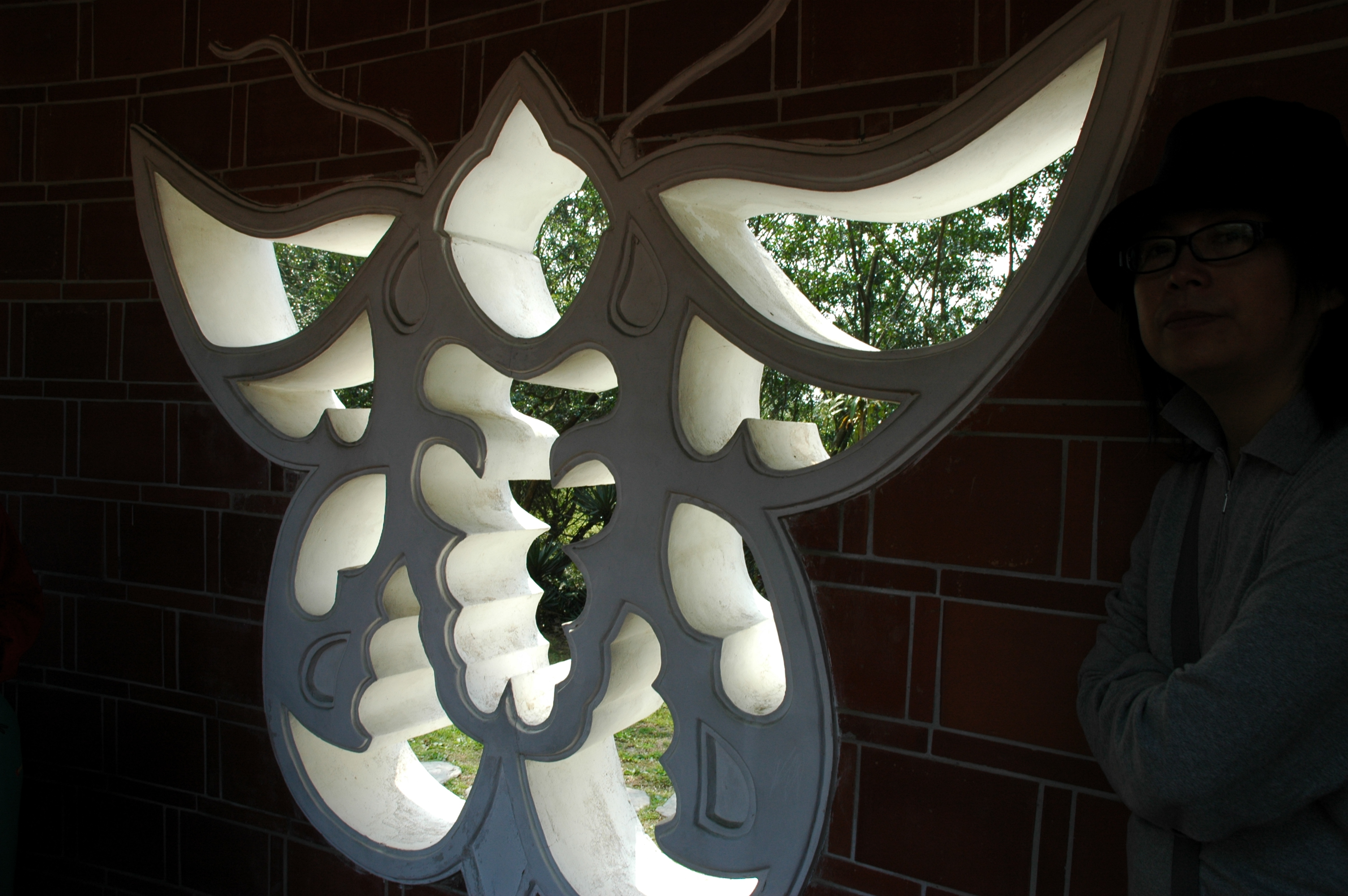
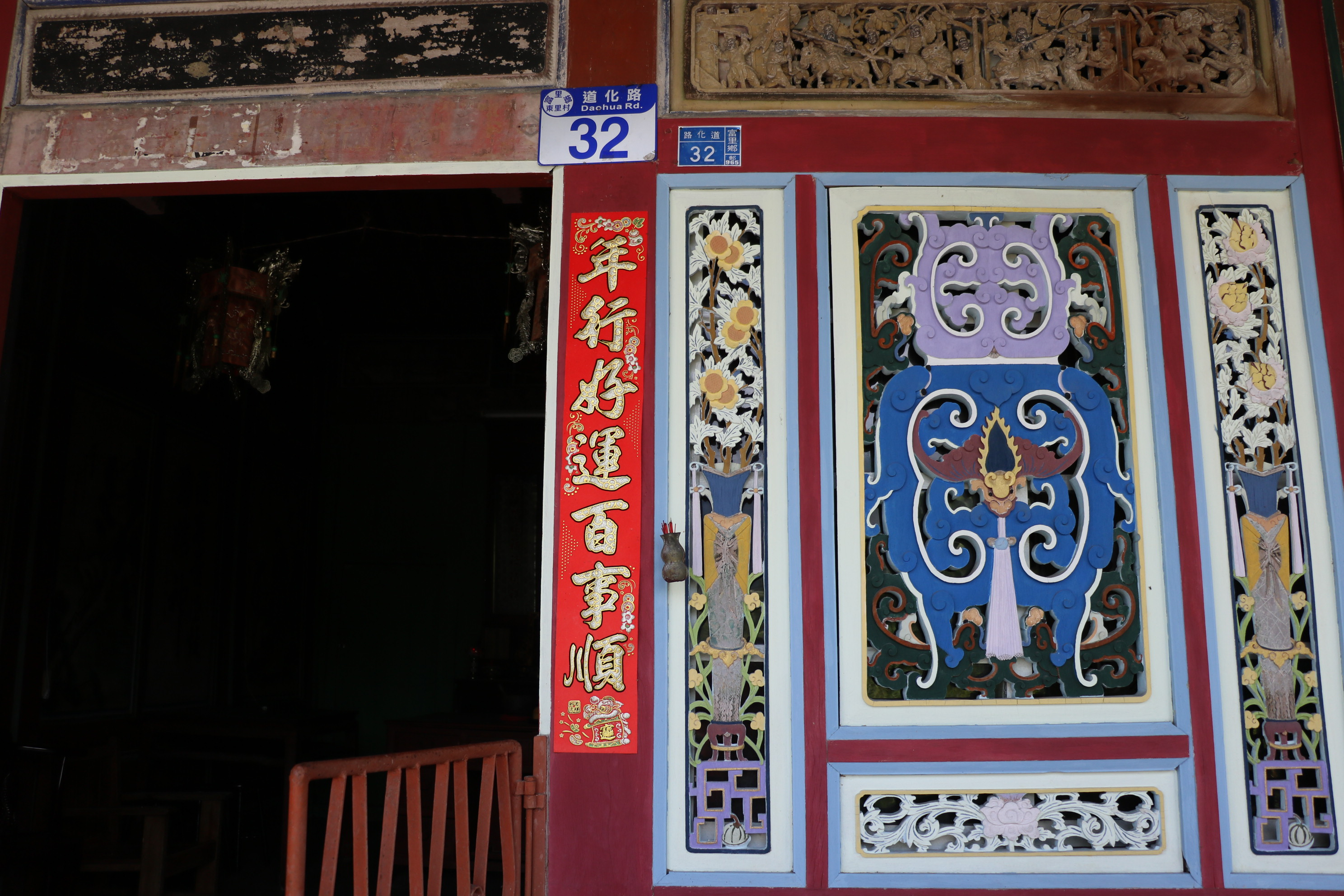
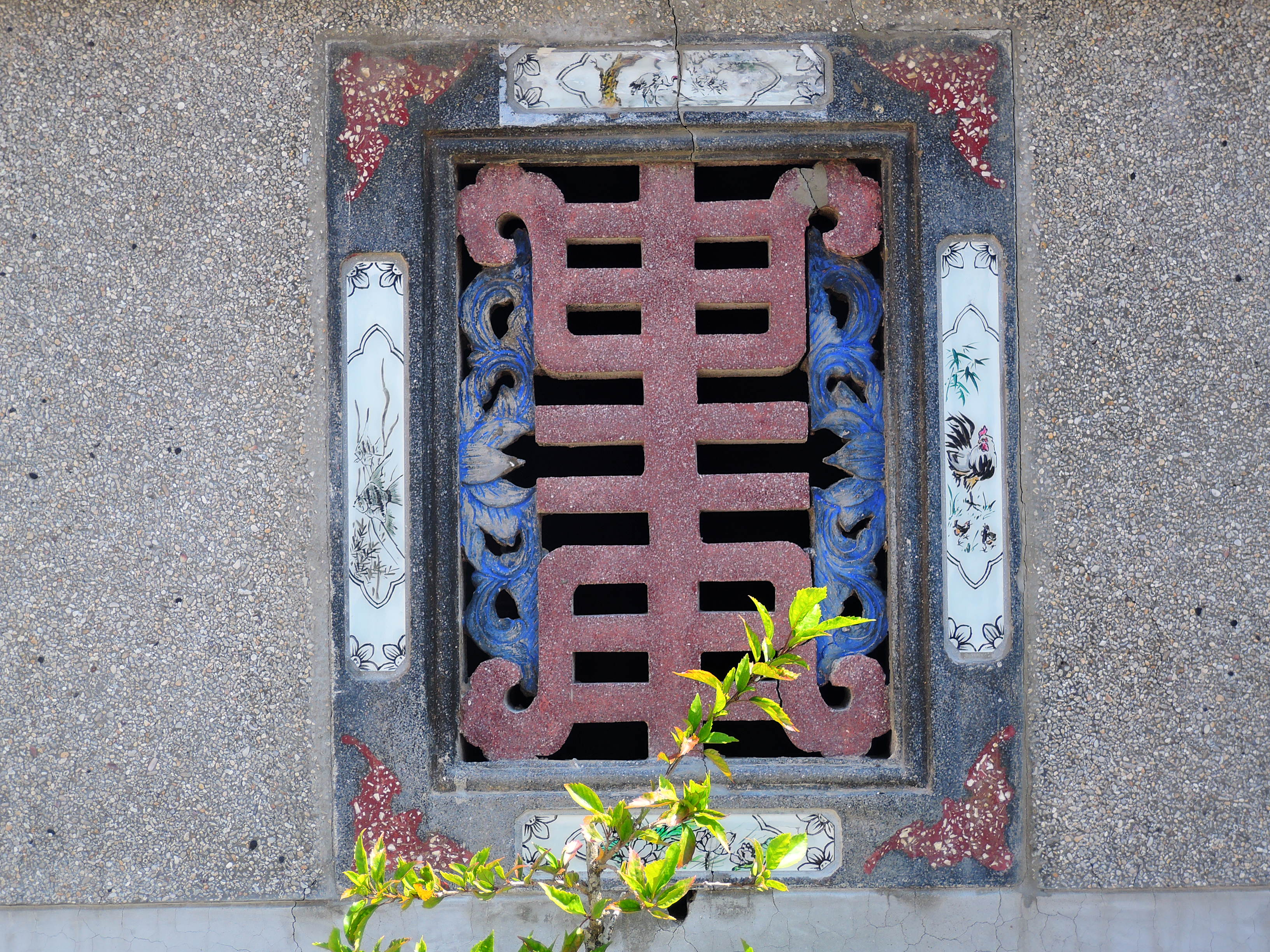
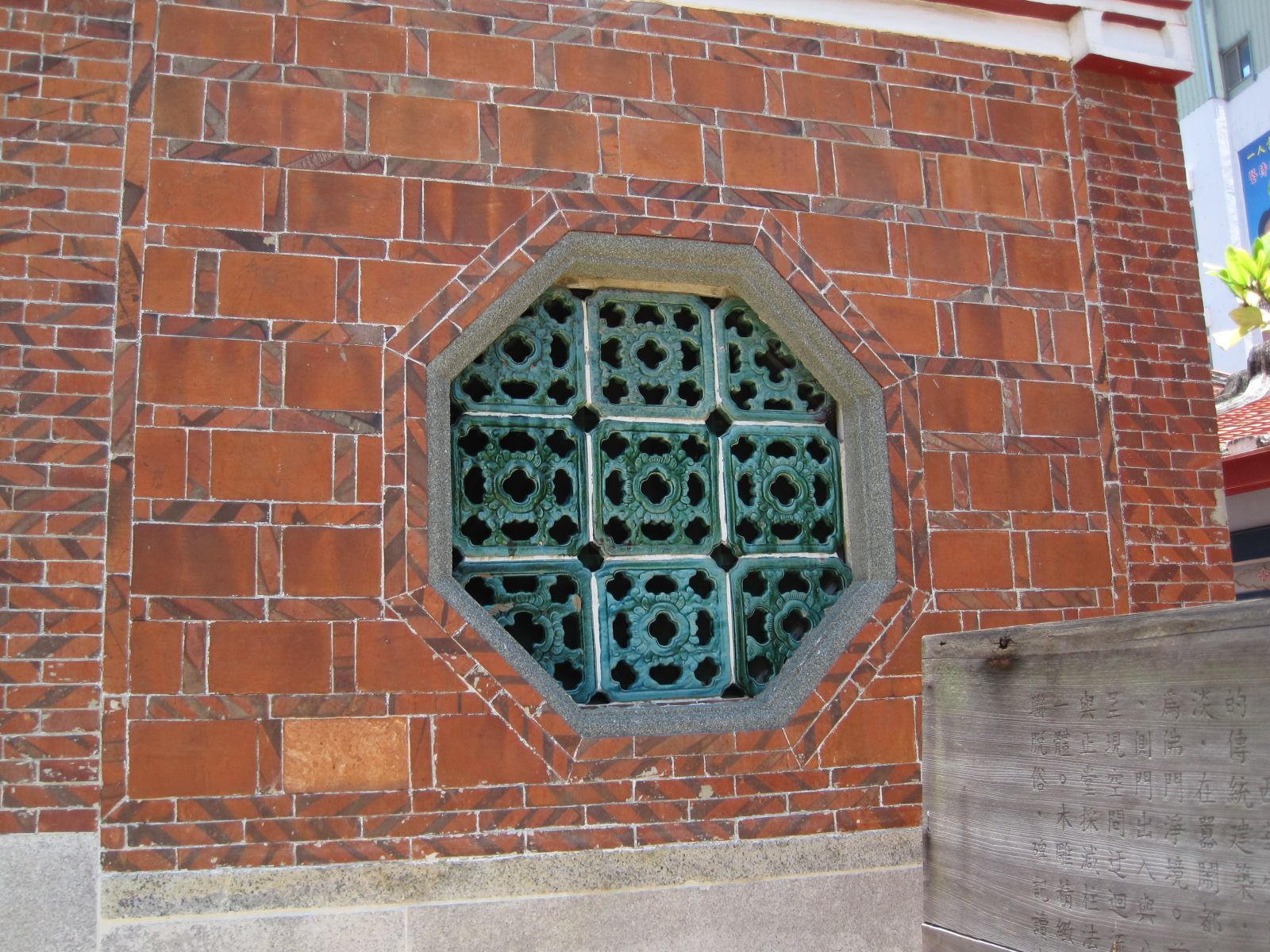
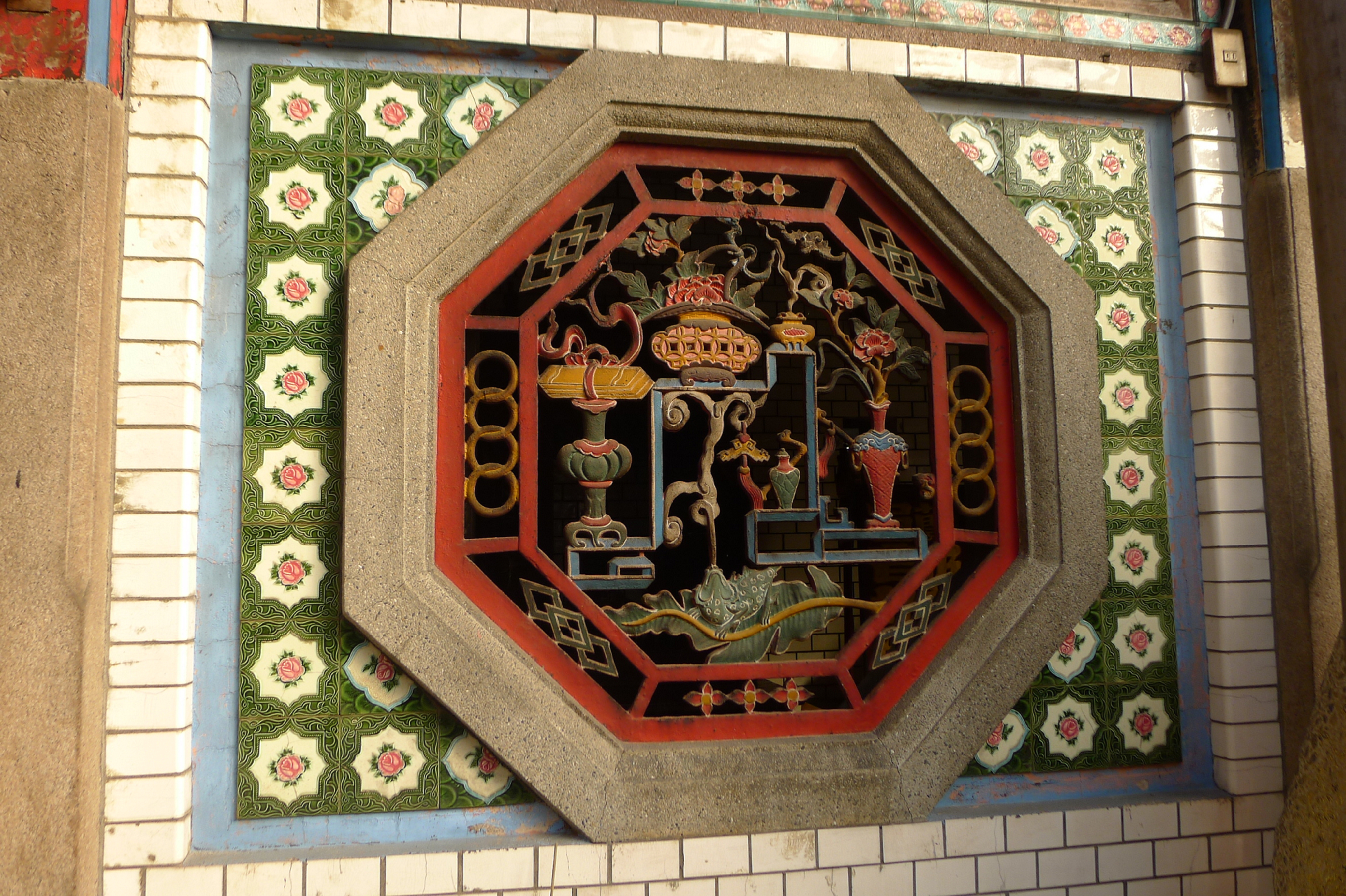

2013年、辛永勝と楊朝景が設立した「老屋顏工作室」は、台湾各地を巡り、鉄窓花に関する歴史や魅力を写真や文章を通じて紹介していた。その著作『老屋顏與鐵窗花』は、元中華民国総統蔡英文の推薦を受けるほど注目を集めていた。一方で、古い建物を解体する際、鉄窓花を収集し、再び高値で販売する業者も出現していた。また、鉄職人「曾文昌」は自身のブログを通じて、自ら手がけた鉄窓花を紹介した。雲林県口湖郷では、「梧北社區」と協力して、地域住民の歴史や物語をテーマにした鉄窗花を製作していた。これが大変人気となり、地域活性化に繋がっている。
鉄窓花の模様は単なる建築装飾だけでなく、現代のクリエイティブな模様にも取り入れられている。例えば、明信片、コースター、バッジ、布製トートバッグ、テーブルクロス、ノートカバーなど、小物の外装として取り入れられている。
「2020年の東京オリンピック」や「2024年のパリオリンピック」の開閉幕式では、台湾チームの制服は台湾の鉄窓花や陶磁器の模様が取り入れられいた。その際、中華民国の国花「梅」をモチーフとした鉄窓花模様の制服は注目を集めていた。

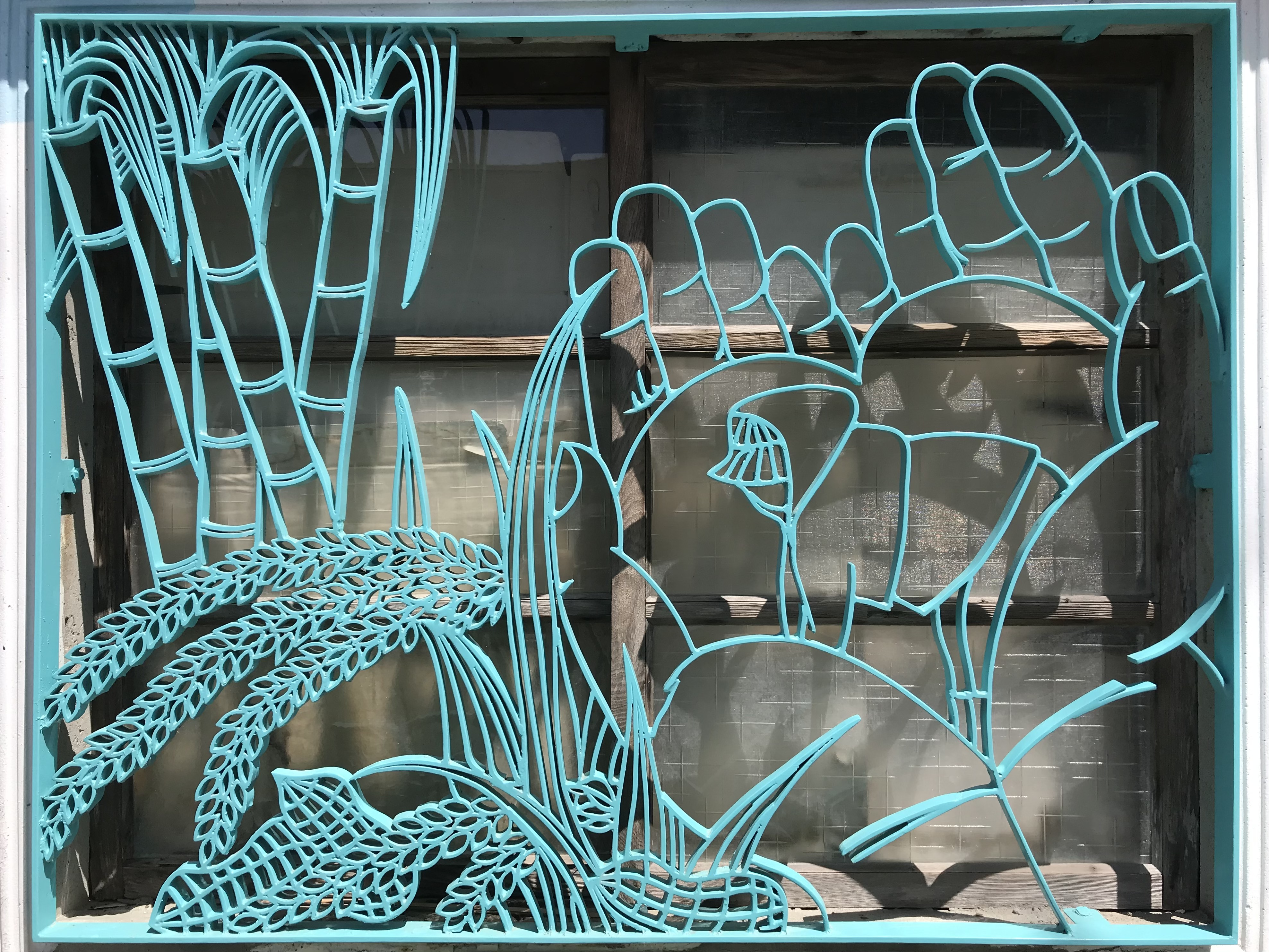
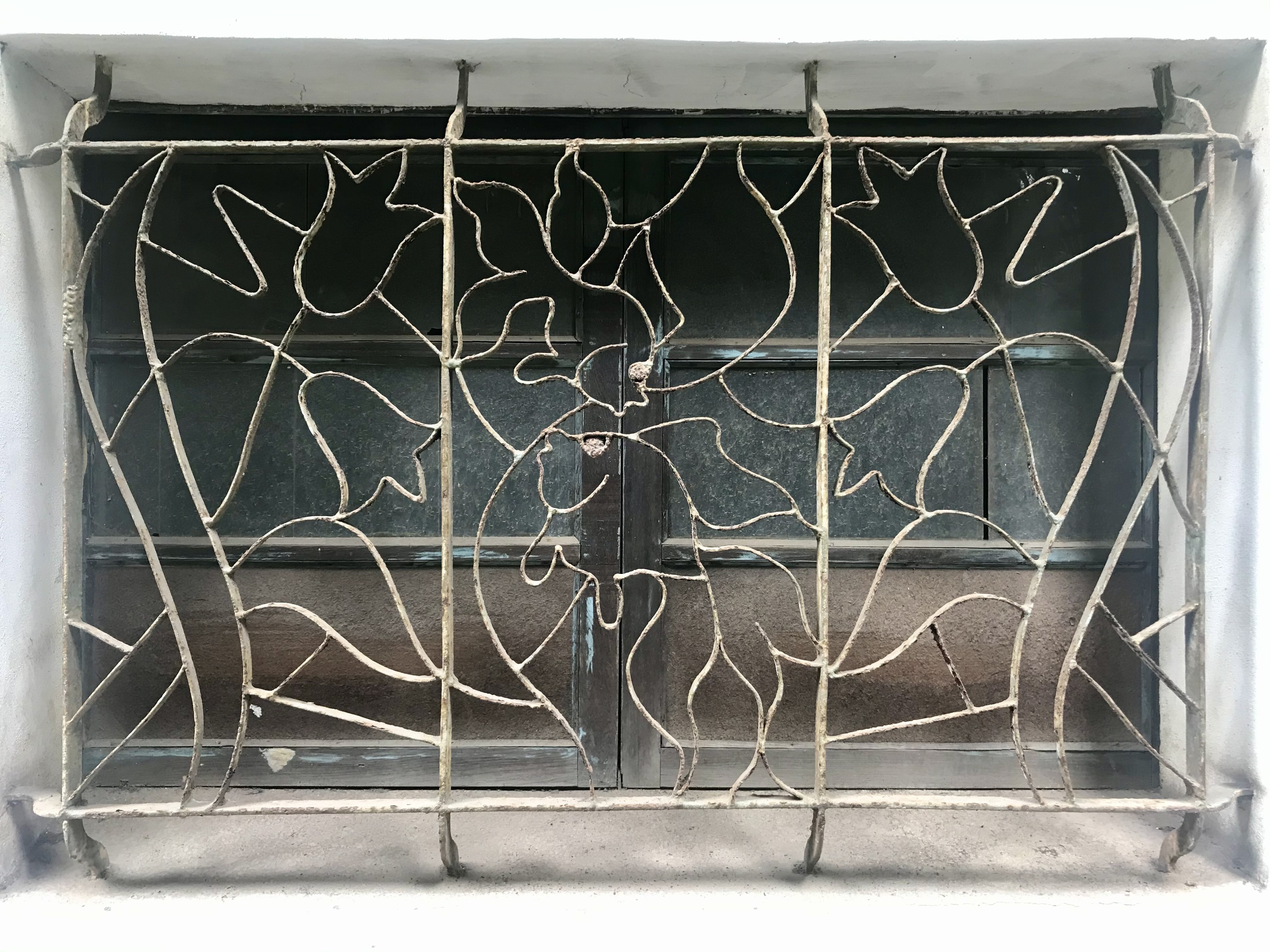
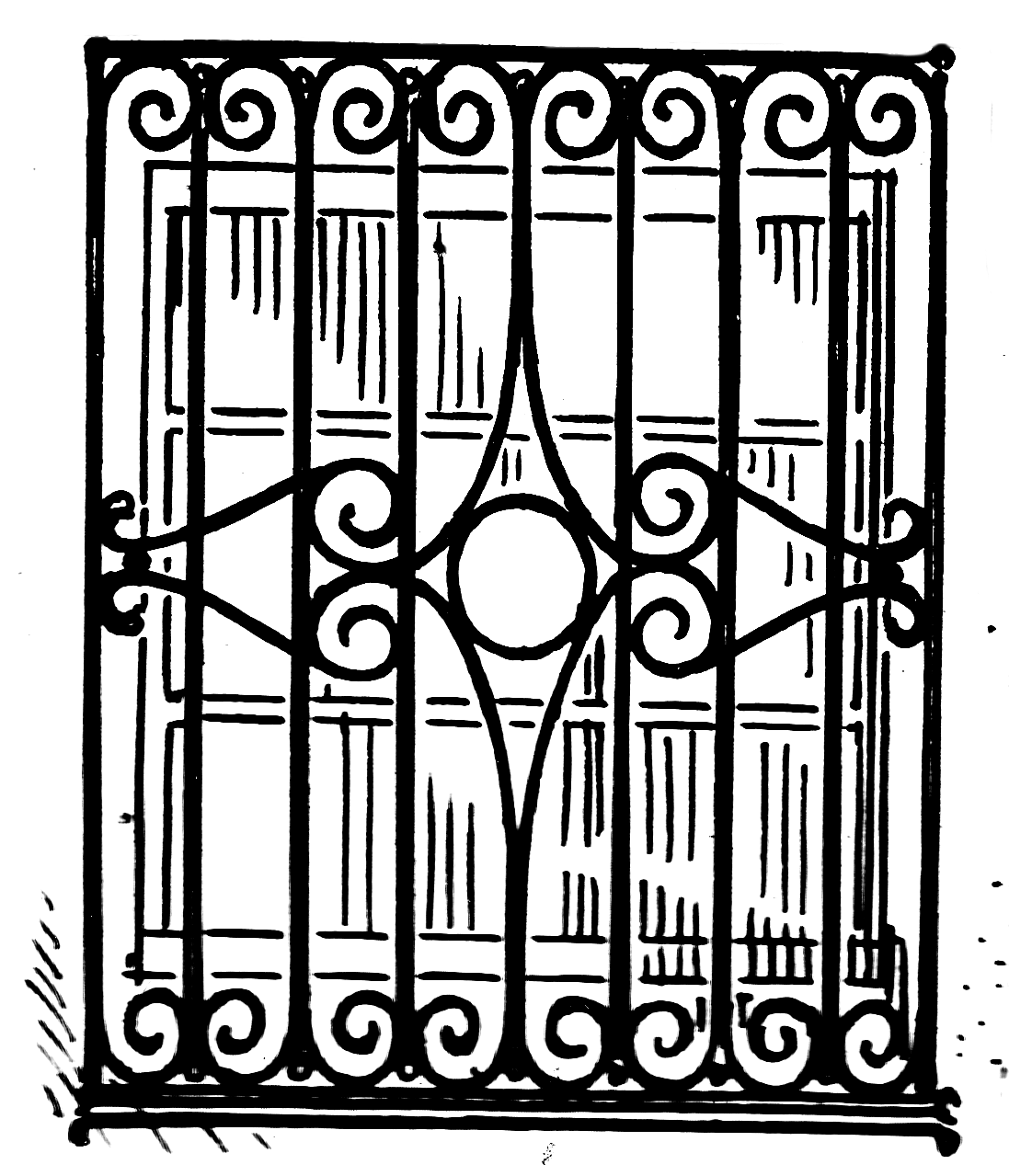
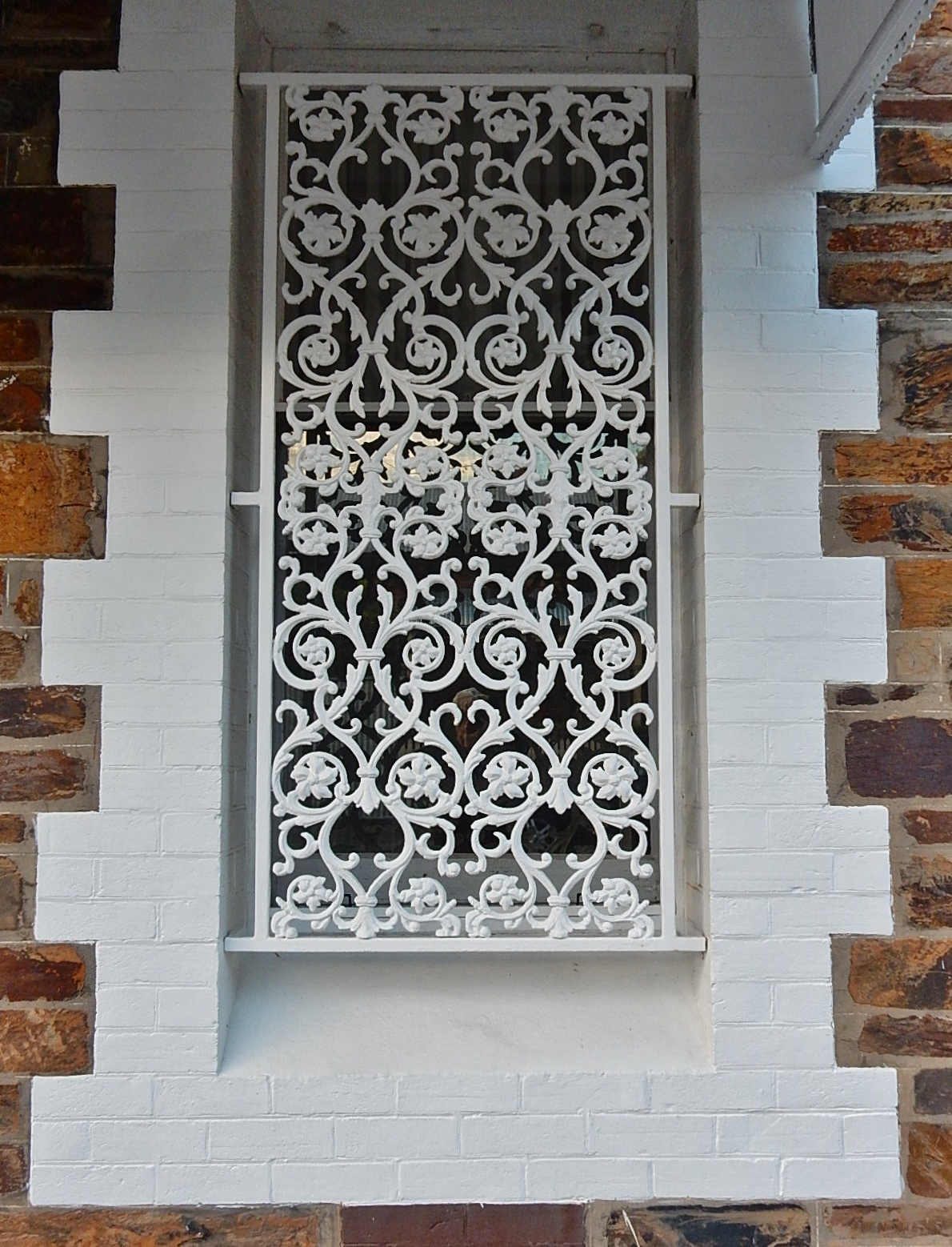
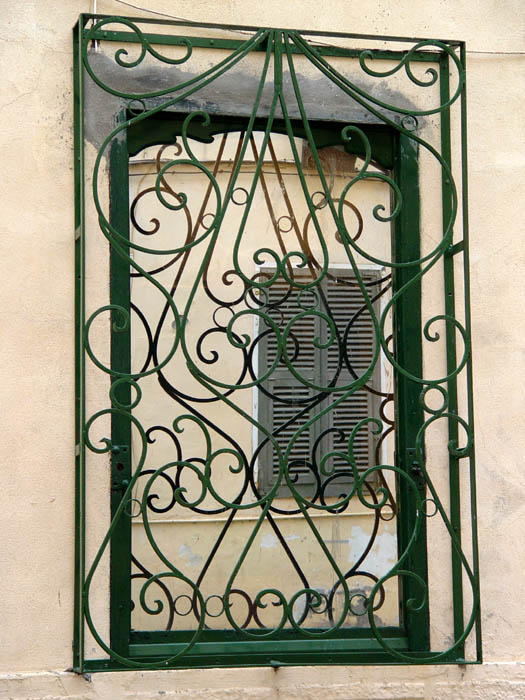
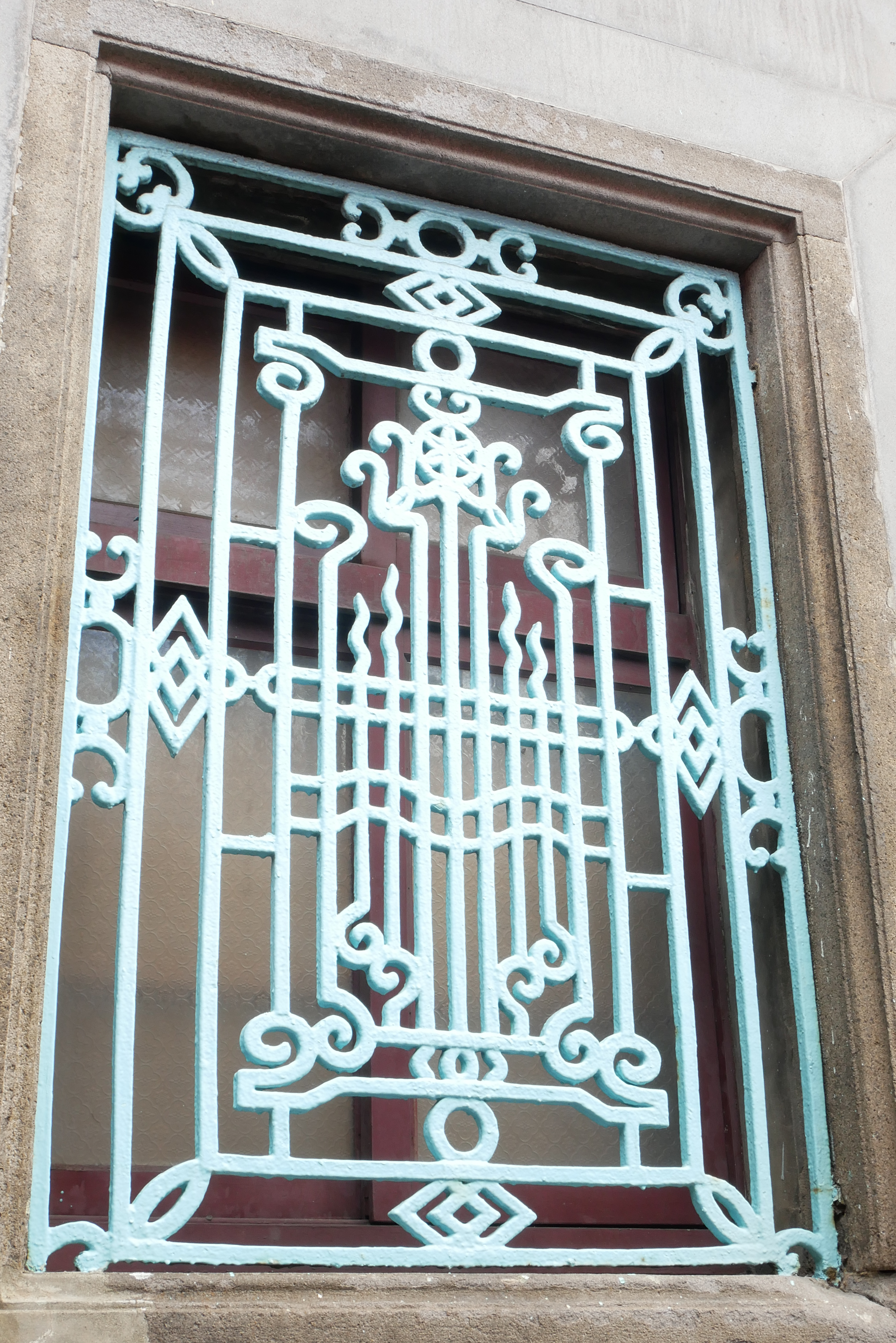
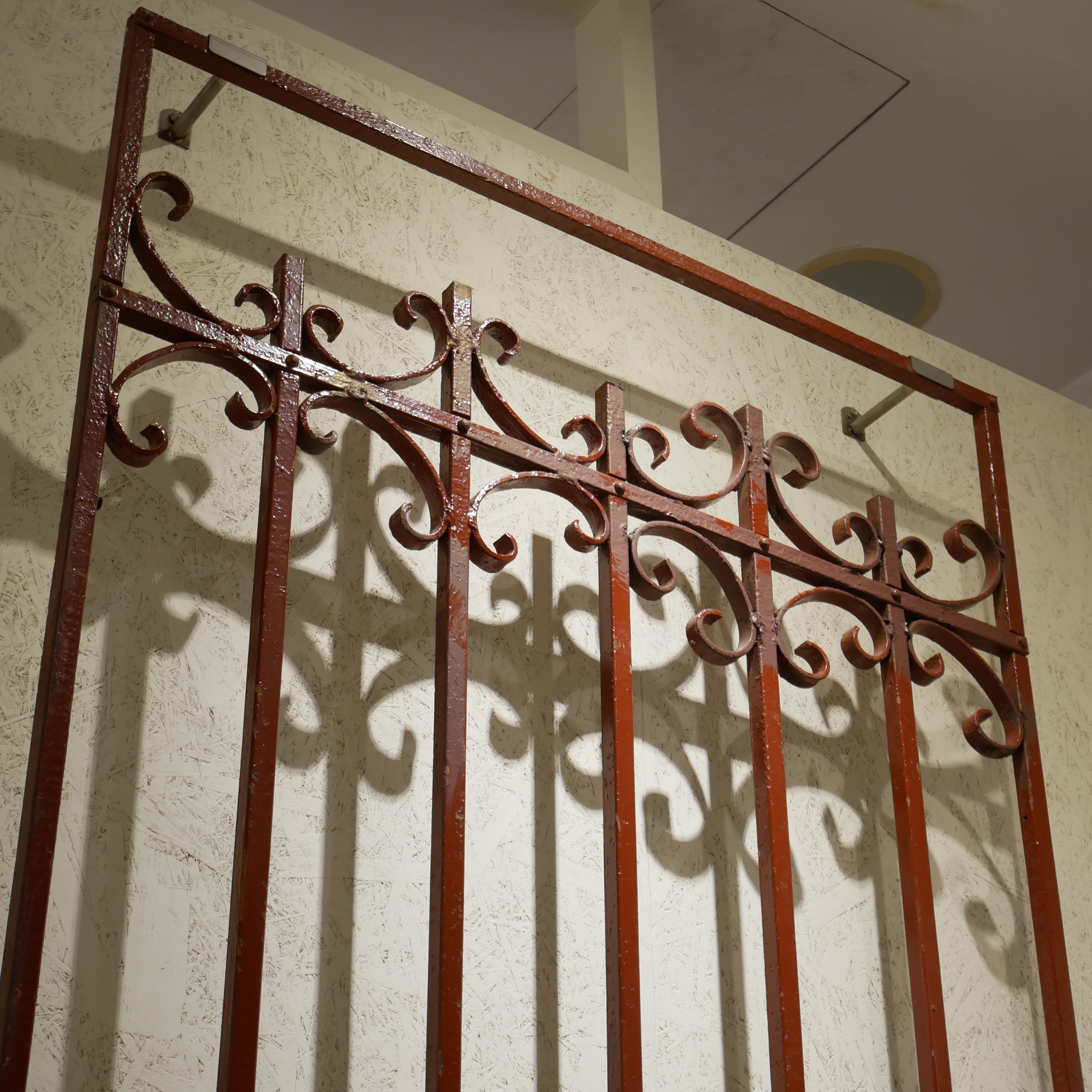

- 西洋風と現代風の鉄窓花

- 中華風の鉄窓花